# Celedonio Escalada
Emeterio Celedonio Escalada Palacios (Rincón de Soto, Logroño, España; 31 de agosto de 1762-Buenos Aires, Provincias Unidas del Río de la Plata; 15 de septiembre de 1819) fue un militar español, naturalizado ciudadano americano de las Provincias Unidas del Río de la Plata, guerrero de la Independencia, que participó en los prolegómenos y en el combate de San Lorenzo, apoyando al general San Martín.

## Biografía

### Familia

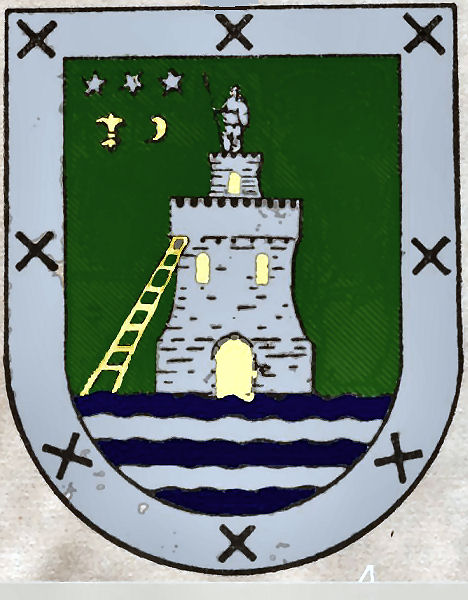
Escudo de armas de la familia Escalada de Burgos

Hijo de María Manuela de Palacios y Pardo y de Ambrosio de Escalada y Bretón, contrajo matrimonio en Santo Domingo Soriano en 1796 con María Teodora de Gadea y Pedroso. Fueron padres de diez hijos.

### En Santo Domingo Soriano
Se avecindó en esta villa en 1778. En el Ayuntamiento de Soriano fue dos veces Alcalde ordinario y una vez Regidor. En 1797 ingresa al ejército realista español como teniente. En 1799 es promovido a capitán, grado que conservaba al desencadenarse los acontecimientos de 1810. Adhirió a la causa emancipadora cuando las autoridades españolas de Montevideo desconocieron la Junta de Mayo.

### En el fuerte de Rosario
En el año 1811, como la Banda Oriental quedó dependiente del gobierno montevideano a causa de la tregua entre la Junta porteña y el Virrey Elío, renunció a su cargo de comandante militar en Soriano y partió hacia Buenos Aires.
Belgrano lo incorporó con el rango de capitán en el Regimiento N°5, siendo destinado como comandante de la villa del Rosario, donde llegó el 10 de febrero de 1812. Como tal, participó un año después en el combate de San Lorenzo.

### El combate de San Lorenzo[6]

#### Los días previos

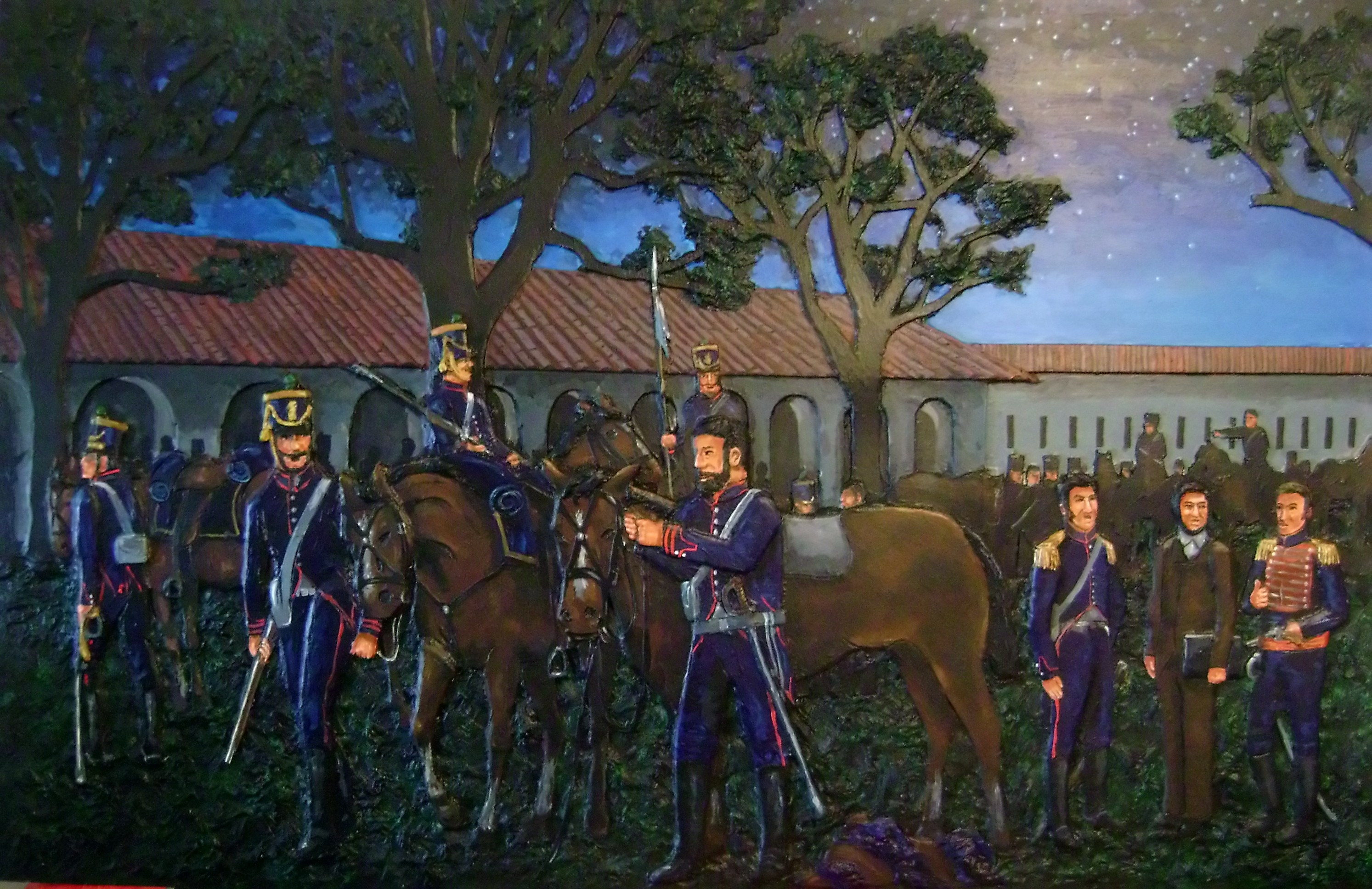
En el patio del Convento de San Carlos. Preparativos de los granaderos para el combate. A la derecha, San Martín, con Escalada y Parish Robertson. Pintura sobre relieve de Alberto Nassivera.

Dice Mitre en su "Historia de San Martín", que Escalada participó en el amanecer del 30 de enero de 1813 de una escaramuza en las proximidades del Convento de San Carlos.
Los buques españoles que remontaban el río Paraná, habían fondeado frente al monasterio, a 200 metros de la orilla. Desembarcaron alrededor de un centenar de hombres, en busca de provisiones y los frailes franciscanos les permitieron tomar algunas gallinas, zapallos y melones, únicos víveres que pudieron proporcionarse, ya que el ganado había sido retirado de la costa con anterioridad. Fue entonces, que irrumpió el comandante Escalada con una fuerza de milicianos compuesta de 22 hombres armados de fusiles, 30 de caballería con chuzas, sables y pistolas y un cañoncito de montaña manejado por media docena de artilleros que protegía el resto de su gente armada de cuchillos. Los españoles procedieron a reembarcarse, mientras Escalada abría fuego con su cañón, pero los buques con sus piezas de mayor alcance le obligaron a desistir de su hostilidad.

Tal fue el preludio del combate de San Lorenzo que bien merecía ser salvado del olvido, siquiera sea para adjudicar a cada cual el mérito que le corresponde en la preparación del suceso que ha ilustrado aquel sitio.
Bartolomé Mitre

En la noche del 31 fugó del bergantín "El Bombo", que era el más grande de los que estaban fondeados, un paraguayo que estaba allí preso. Escalada le tomó declaración, y por él se supo que toda la fuerza de la expedición no pasaba de 350 hombres; que estaban montando sobre cureñas dos pequeños cañones para apoyar el desembarco de fuerzas que se produciría el día siguiente, a fin de registrar el monasterio donde pensaban que había caudales ocultos. Y que intentarían seguir inmediatamente río arriba procurando pasar de noche las baterías de Punta Gorda, si es que no podían destruirlas, para saquear finalmente las poblaciones y barcos del Paraguay.

Inmediatamente circuló Escalada esta noticia, y uno de sus avisos encontró al coronel San Martín al frente de 120 granaderos divididos en dos escuadrones, cuya marcha se había retrasado de dos jornadas respecto de la expedición naval. El viento que en los días anteriores había sido favorable para los buques expedicionarios, empezó a soplar de nuevo del norte en la mañana del 2, impidiéndoles continuar su viaje. El día pasó sin que se verificase el desembarque anunciado. Sin estas circunstancias casuales, que dieron tiempo para que todo se preparase convenientemente, el combate de San Lorenzo no habría tenido lugar. Mientras tanto, San Martín con su pequeña columna seguía a marchas forzadas, rescatando a trote y galope las jornadas perdidas. El aviso de Escalada era la espuela que lo aguijoneaba. En la noche del mismo día, que fue muy oscura, llegó a la posta de San Lorenzo, distante como cinco kilómetros del monasterio. Allí encontró los caballos que Escalada había hecho prevenir para reemplazar los cansados.
Bartolomé Mitre

#### Rol en la acción militar

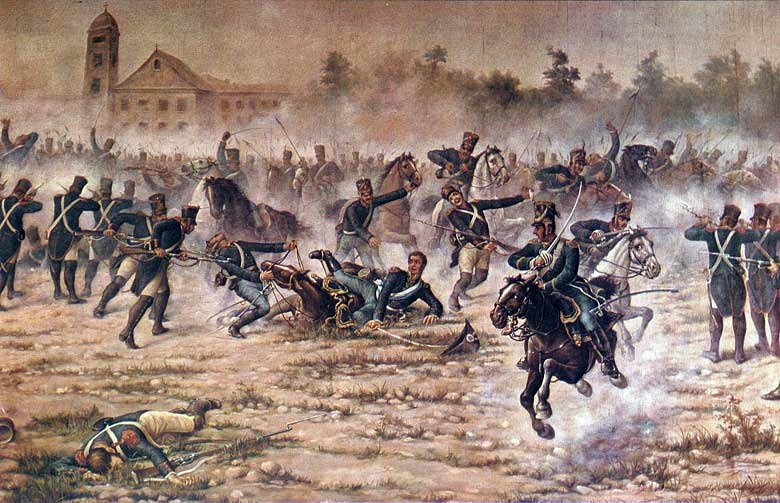
Combate de San Lorenzo.

Si bien es aceptado sin discusiones que el contingente de Escalada estuvo presente en el combate y que formó parte de la estrategia diseñada por San Martín, es controversial la acción que tuvieron.
Mitre dice que, por disposición de San Martín, Escalada y sus milicianos quedaron en interior del convento, mientras los granaderos se emboscaban, formados con el caballo de la brida tras de las tapias posteriores, para disimular sus movimientos.
Sin embargo, un testigo ocular del combate, el prisionero Francisco Guillot, da fe en su libro "Episodios de la Independencia"  que

Escalada con las tropas rosarinas ocupó el centro de las fuerzas mandadas por San Martín y que al grito de Viva el Rey dado por las fuerzas españolas, contestó con el de Viva la Revolución, produciéndose inmediatamente el encuentro.
Francisco Guillot

Otro testimonio de la participación de Escalada en el combate, es el parte que el comandante del convoy español, el corso Rafael Ruiz, eleva a sus superiores.

Viendo el enemigo que Díaz Vélez había caído de su caballo y que nuestra gente lo recogía dejando en el suelo al capitán Bermúdez, un teniente y tres subtenientes que murieron cuando aquel fue herido, estándolo también el coronel D. José de San Martín, se retiró éste con el corto resto que le había quedado, desamparando enteramente el campo de batalla, sosteniendo su retirada, 150 hombres de caballería miliciana con un cañón de campaña hasta refugiarse detrás de las tapias del convento.
Rafael Ruiz

#### Reconocimiento del general San Martín
En sus partes inéditos San Martín recomienda especialmente a Escalada y a los voluntarios de milicias que le acompañaban, en los siguientes términos:

Recomiendo a V. E. la actividad y celo del comandante militar del Rosario don Celedonio Escalada y del teniente de milicias don Felizandro Piñero para prestar cuantos auxilios han sido necesarios; y a los patriotas voluntarios don Manuel Isaza y don Pedro Salces, quienes han acreditado su valor y sus deseos por la felicidad del país
José de San Martín, Ofic. de 6 de febrero de 1813

### Los años postreros
El 14 de abril de 1813 presidió en Rosario la jura y reconocimiento de la Asamblea Constituyente. Poco después, cumpliendo una disposición de las autoridades, para los europeos a sueldo del Estado, obtuvo el título de Ciudadano Americano de las Provincias Unidas del Río de la Plata.
Luego fue destinado como comandante militar de San Nicolás de los Arroyos hasta 1816, y culminó su carrera militar como comandante general del Parque de Artillería de Buenos Aires.
Falleció a los 57 años y fue sepultado en la iglesia de San Nicolás de Bari.

## Legado

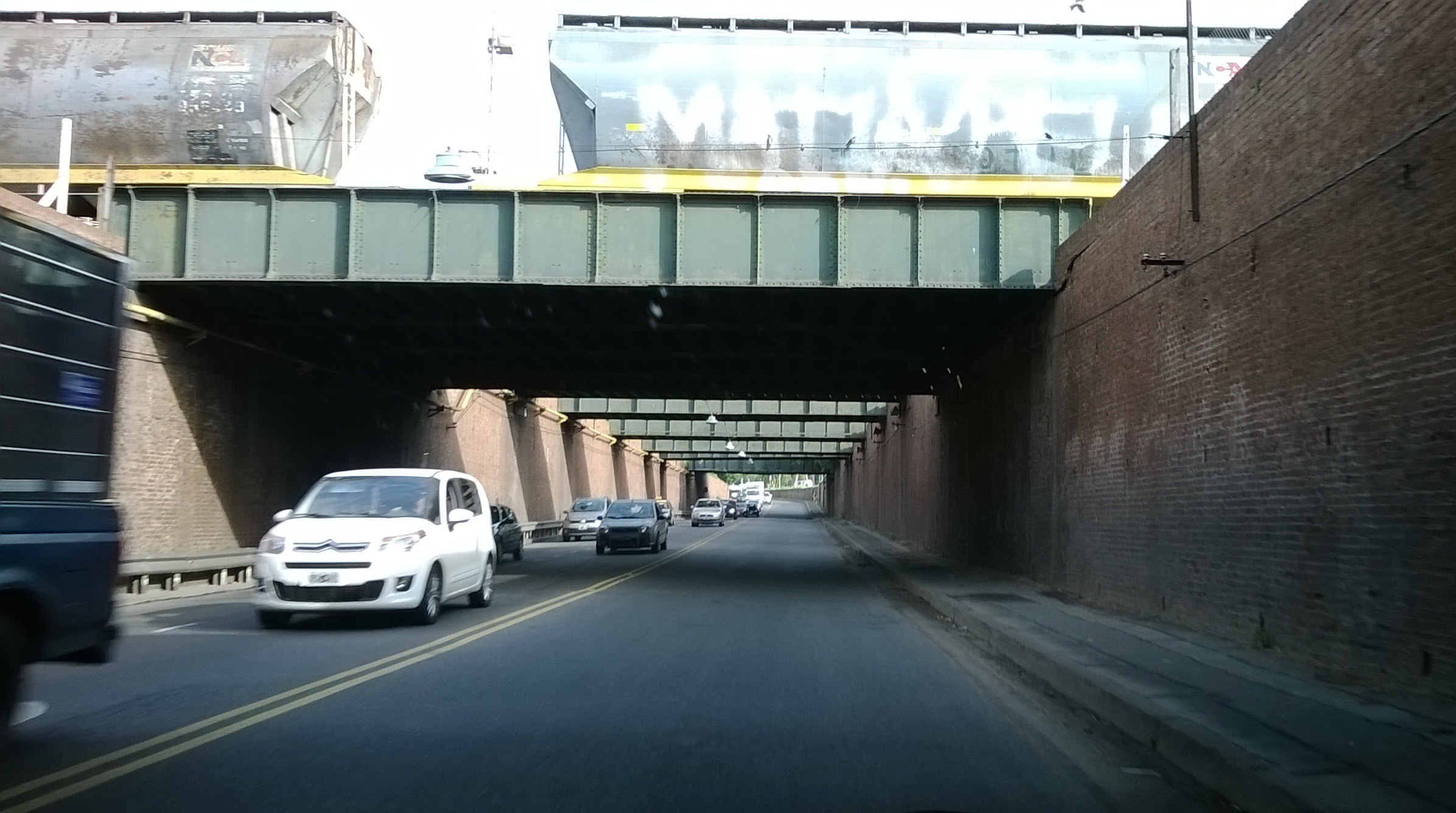
Pasaje Celedonio Escalada en la ciudad de Rosario de Santa Fe.

En la ciudad de Rosario de Santa Fe, un pasaje y un barrio se denominan “Celedonio Escalada”, conmemorando su personalidad. En la ciudad de Buenos Aires, una calle se denomina "Comandante Celedonio Escalada".